# Asediul orașului Lille (1940)
Asediul orașului Lille  ori  Punga Lille  a fost o bătălia din timpul celei de-a doua conflagrații mondiale. Bătălia a durat de pe 28-31 mai 1940 în regiunea orașului Lille și a fost parte a Bătăliei Fraței. La lupte au participat aproximativ 40.000 de soldați ai Corpurilor al 4-lea și al 5-lea de armată din cadrul Armatei I franceze comandată de generalul René Prioux. În timpul luptelor, Corpul al 3-lea de armată și Corpul Expediționar Britanic au reușit să se retragă spre cursul râului Lys.
Împotriva forțelor aliate au luptat șapte divizii germane, dintre care trei erau de blindate. Obiectivul lor principal era distrugerea completă a inamicului care încerca să se evacueze prin portul Dunkerque. Rezistența apărătorilor orașului Lille le-a permis trupelor aliate să se retragă cu succes în zona regiunea portului. 

## Preludiul
În noaptea de 27/28 mai, diviziile Corpului Expediționar Britanic de lângă Lille au reușit să se retragă peste râul Lys. Dintre forțele franceze, doar Corpul al III-lea al Armatei I franceze (comandat de generalul René Prioux) a reușit să scape din încercuire. Restul unităților franceze erau începuseră retragerea de pe poziții aflate mult mai la sud și se aflau încă în zona Lille când, forțele germane care înaintau dinspre vest și est au făcut joncțiunea la porțile orașului.{{efn|Unitățile franceze implicate în lupte au fost: Divizia a 15-a de infanterie, Divizia I de infanterie motorizată, Divizia a 2-a de infanterie nord-africană, Divizia I de infanterie marocană. Unitățile germane care au participat la asediu au fost Divizia a 4-a Panzer, Divizia a 5-a Panzer, Divizia a 7-a Panzer, Divizia a 7-a de infanerie, Divizia a 253-a de infanterie, Divizia a 217-a de infanterie și Divizia a 267-a de infanterie. Acestea au reușit să încercuiască majoritatea unităților Armatei I franceze la Lille.

## Asediul
Corpul al 4-lea de armată (comandat de generalul de corp de armată Aymes) și Corpul al 5-lea de armată (comandată de generalul René Altmeyer) au executat la 7:30 dimineața pe 28 mai un atac pentru spargerea încercuirii în partea de vest a orașului, într-o încercare de retragere spre Lys. Divizia a 2-a nord-africană (2e Division d'infanterie nord-africaine, general-maior Pierre Dame) a încercat să traverseze podul peste râul Deûle ca să ajungă la Sequedin (la sud de Lomme). Divizia a 5-a nord-africană (5e Division d'infanterie nord-africaine, general-maior Augustin Agliany) a încercat să traverseze podul Moulin Rougede pe drumul Santes, la dus de Haubourdin. Aceste atacuri au fost respinse. 
Francezii au mai făcut o încercare în dimineața zilei de 29 mai. Germanii au minat podul, dar două tancuri și două companii de infanterie franceză au reușit să ajungă pe malul celălalt, dar au fost în cele din urmă respinse. În următoarele patru zile, francezii, în principal trupele nord-africane (cei mai mulți dintre ei pieds-noirs) au continuat să încerce să spargă încercuirea. Generalul Molinié și colonelul Aizier au negociat capitularea la mijlocul nopții de 3/4 iunie.. Sâmbătă 1 iunie, trupele franceze și câteva subunități britanice au capitulat. Arpoximativ 35.000 de soldați aliați au fost luați prizonieri de către germani. 
Pe de altă parte, apărătorii orașului Lille au reușit să întârzie înaintarea germanilor, astfel încât grosul Corpului Expediționar Britanic și restul Armatei I franceze să reușească să se retragă în zona orașului-port Dunkerque.

## Urmări
Winston Churchill avea să descrie în cartea sa The Second World War din 1949 defensiva de Lille ca o „splendidă contribuție” care a întârziat înaintarea germană cu patru zile și a permis evacuarea Corpului Expediționar Britanc prin Operațiunea Dynamo.
William L. Shirer a scris în 1969 că apărarea eroică de la Lille „a ajutat forțele asediate anglo-franceze din jurul portului să reziste încă două sau trei zile și să salveze astfel cel puțin 100.000 de trupe”..